# Dolce Media
Die Dolce Media GmbH war ein Unternehmen, das eigenen Angaben zufolge führend im Bereich der sogenannten Werbeintegration im Fernsehen war. Diese Form verdeckter Werbung wird häufig als Schleichwerbung bezeichnet. Das Unternehmen beschäftigte sich außerdem mit der Vermittlung von Verträgen zwischen Prominenten und Unternehmen im Bereich Werbung und kümmert sich insbesondere um die Verwertung der Persönlichkeitsrechte des Moderators Thomas Gottschalk. Weitere Geschäftszweige waren Vermittlung oder Verkauf von Lizenzrechten und die Herausgabe von Beilagen für TV-Zeitschriften. Die Dolce Media GmbH wurde 1999 gegründet, Miteigentümer ist die Deutsche Post AG. Geschäftsführer war Christoph Gottschalk, der Bruder von Thomas Gottschalk. Am 7. Februar 2011 meldete das Magazin Focus, dass Thomas Gottschalk aufgrund von Streitigkeiten über das Geschäftsgebaren seines Bruders aus der Dolce Media GmbH als Gesellschafter ausgeschieden sei. Thomas Gottschalk erwirkte hierauf eine Gegendarstellung, wonach er bereits im Jahr 2009 als Gesellschafter ausgeschieden sei und dass der Grund hierfür nicht in Unstimmigkeiten mit seinem Bruder gelegen hätte.
Die Dolce media vermittelte die Werbeauftritte von Günther Jauch für Quelle, Stefan Raab für McDonald’s oder Verona Pooth für Langnese Iglo. Im Gründungsjahr erzielte das Unternehmen einen Umsatz von 10,5 Millionen Euro.

## Vermarktung vonWetten, dass..?
Die Vermarktungsrechte an der Sendung Wetten, dass..? wurden 1999 vom ZDF an Dolce Media abgetreten. Dolce media erhielt damit das Recht zum Verkauf von Büchern, Kalendern, Musik-CDs, Zeitungen oder Zeitschriften unter dem Label Wetten, dass ..?;  die daraus hervorgehenden Einnahmen werden zwischen Dolce Media und dem ZDF aufgeteilt.
Mit der Platzierung von Produkten und Gewinnspielen wurde das beim ZDF geltende Verbot, mit Gewinnspielen in seinem Programm Geld zu verdienen, umgangen. Unter anderem erhielt Dolce Media für die Platzierung von Verlosungen von Strompaketen in „Wetten, dass..?“ mehrere hunderttausend Euro pro Sendung. Am 12. Mai 2009 trafen sich dazu Christoph Gottschalk und der zwei Tage später festgenommene Teldafax-Aufsichtsrat Michael Josten. Dolce Media gab in Protokollen zur Ergänzung eines am 18. September 2009 geschlossenen Kooperationsvertrags die Inhalte von Ansagen, Moderationen und Einspielfilmen in „Wetten, dass..?“ vor, die in weiten Teilen umgesetzt wurden. Das ZDF war an Dolce Media beteiligt. Es stellte die Zusammenarbeit nach eigenen Angaben später ein.
Von Oktober 2004 bis 2010 lief Wetten, dass..? in China, nachdem die Dolce media dem ZDF die Lizenzrechte für China abgekauft hatte. Nach Angaben von Christoph Gottschalk zahlten die Chinesen für die Lizenz nichts. Als Kompensation verkauft die Dolce Media exklusiv Werbezeiten und Sponsoringpakete an europäische Firmen in der chinesischen Sendung mit dem Namen „Xiang Tiaozhan ma?“. Im Schnitt erreicht das chinesische Pendant zu Wetten, dass..? 50 Millionen Zuschauer.
Inzwischen ist laut der Welt die Sendung in China auf Grund geringer Zuschauerzahlen, sich wiederholenden Konzepten und Mangel an Mitteln im Herbst 2010 abgesetzt worden.

## Beilagen zu TV-Zeitschriften
In Zusammenarbeit mit der Bauer Verlagsgruppe gab die Dolce media  2003 die Beilage Wetten, dass… (Auflage: 5,1 Millionen) heraus. Im April 2004 präsentierten die beiden eine Beilage zu Thomas Gottschalks ZDF-Show 50 Jahre Rock!, sie wurde veröffentlicht in den Zeitschriften TV Movie, tv Hören und Sehen und Fernsehwoche. Ab September 2005 gaben beide Firmen die offizielle FIFA-WM-2006-Beilage Fußball-Fieber (Auflage 5,7 Millionen) heraus. Die Beilage wurde über die Programmzeitschriften der Bauer Verlagsgruppe vertrieben.